# Мікель Ласа
Мікель Ласа Гойкоечеа (ісп. Mikel Lasa Goikoetxea, нар. 9 вересня 1971, Легоррета) — іспанський футболіст, що грав на позиції захисника, зокрема за «Реал Мадрид» та національну збірну Іспанії.
Олімпійський чемпіон 1992 року. 

## Клубна кар'єра
Народився 9 вересня 1971 року в місті Легоррета. Вихованець футбольної школи клубу «Реал Сосьєдад».
У дорослому футболі дебютував 1988 року виступами за команду «Реал Сосьєдад Б», за яку протягом сезону взяв участь у 17 матчах чемпіонату. Того ж року дебютував і за основну команду «Реал Сосьєдад».
1991 року приєднався до лав клубу «Реал Мадрид». Відіграв за королівський клуб наступні шість сезонів своєї ігрової кар'єри. Більшість часу, проведеного у складі мадридського «Реала», був основним гравцем захисту команди. За цей час двічі ставав чемпіоном Іспанії, виборов титули володаря Кубка Іспанії і Суперкубка Іспанії,  (двічі).
Згодом з 1997 по 2003 рік грав у складі команд «Атлетік Більбао» та «Реал Мурсія», а завершував ігрову кар'єру виступами за «Сьюдад де Мурсія» протягом 2003—2004 років.

## Виступи за збірні
1988 року дебютував у складі юнацької збірної Іспанії (U-17), загалом на юнацькому рівні взяв участь у 9 іграх.
Протягом 1990–1994 років залучався до складу молодіжної збірної Іспанії. На молодіжному рівні зіграв у 17 офіційних матчах.
Був гравцем олімпійської збірної Іспанії на домашніх для неї Олімпійських іграх в Барселоні. Допоміг команді здобути олімпійське «золото».
1993 року провів дві гри у складі національної збірної Іспанії.

## Титули і досягнення
- Володар Кубка Іспанії (1):

«Реал Мадрид»: 1992-1993
- Володар Суперкубка Іспанії з футболу (1):

«Реал Мадрид»: 1993
- Чемпіон Іспанії (2):

«Реал Мадрид»: 1994-1995, 1996-1997
- Чемпіон Європи (U-16): 1988
- Олімпійський чемпіон (1):

Іспанія: 1992